# Luciana Caporaso
Luciana Caporaso (Londres, Inglaterra, 23 de junio de 1973), conocida simplemente como Luciana, es una cantante y actriz británica. Es requerida como vocalista en varias producciones de música electrónica.

## Biografía
Ella es inglesa y descendiente de italianos. Hizo su primera aparición en 1994 en el capítulo final de la serie británica Anna Lee en donde interpretó la canción "Sister Sister". En ese mismo año firma contrato con la discográfica Chrysalis Records para el lanzamiento de su álbum debut One More River bajo la producción de Dancin' Danny D también conocido como D Mob. En 1996 reemplaza a Jayni Hoy, en el dúo de pop Crush y graba en 1997 el segundo álbum homónimo, el primero con Caporaso como integrante del dúo. En 1999, fue parte de Shooter, un proyecto orientado al new wave con el que llegó a lanzar el álbum ...And Your Point?. Desde 2004, formó parte del proyecto musical llamado Portobella junto al DJ y productor británico Michael Gray y su actual esposo Nick Clow con el que lanzaron los sencillos «Covered In Punk» y «Viva La Difference!»
Su carrera se lanzó al estrellato principalmente por varias colaboraciones en distintas canciones con el dúo de dj de música house Bodyrox. Principalmente se destacan sus temas "Yeah, Yeah" (número 2 en el UK Singles Chart) y "What Planet You On?" con este grupo. Y otras colaboraciones como la canción "Come On Girl" junto a Taio Cruz, realizada el 3 de marzo de 2008, y en otro de sus grandes éxitos, "I Like That" junto a la dupla de productores estadounidenses Richard Vission & Static Revenger, lanzado en 2009. En 2010, Luciana ha figurado en la pista de Bizzle Mortal "GO GO GO" en un vídeo cubierto en la pintura de day-glo y practicando deporte dificultoso bassline.A finales de febrero del 2011, realiza una nueva versión para la canción Tonight (I'm Fuckin' you) de Enrique Iglesias. En abril de 2011, lanzó un EP titulado “I'm Still Hot” producido por Dave Audé y llegó al primer puesto en el Billboard Hot Dance Club. En el 2012, alcanzó el primer puesto nuevamente en el Billboard Hot Dance Club en una colaboración con Dave Audé titulada "Something For The Weekend" y en 2013 la obtuvo con otra participación con Audé y Akon con el sencillo "Electricity & Drums (Bad Boy)". En 2014 colaboró con los holandeses Hardwell y Joey Dale en el sencillo «Arcadia».

## Filmografía
- Anna Lee – Requiem (1994) Episodio para la televisión interpretando el personaje de Lucy

## Colecciones de arte
- En 2004, Caporaso creó su primera colección de obras de arte titulado Icon, que consistía en retratos de aquellos individuos que han dominado la cultura popular durante los últimos 50 años.

## Discografía

### Álbumes
- 1994: One More River
- 2008: Featuring Luciana

### Singles
| Año  | Título                                                             | Posición en el Chart | Posición en el Chart | Posición en el Chart | Posición en el Chart | Posición en el Chart | Posición en el Chart | Posición en el Chart |
| Año  | Título                                                             | UK Singles           | Australian Singles   | Netherlands Singles  | Belgium Singles      | PROMUSICAE           | NZ Singles           | EUA Dance            |
| ---- | ------------------------------------------------------------------ | -------------------- | -------------------- | -------------------- | -------------------- | -------------------- | -------------------- | -------------------- |
| 1994 | «Get It Up for Love»                                               | 55                   | —                    | —                    | —                    | —                    | —                    | —                    |
| 1994 | «If You Want»                                                      | 47                   | —                    | —                    | —                    | —                    | —                    | —                    |
| 1994 | «What Goes Around/One More River»                                  | 67                   | —                    | —                    | —                    | —                    | —                    | —                    |
| 1998 | «I Don't Know If I Should Call You Baby» (Definitive con Luciana)  | —                    | —                    | —                    | —                    | —                    | —                    | —                    |
| 2006 | «Yeah Yeah» (Bodyrox con Luciana)                                  | 2                    | 20                   | 17                   | 30                   | —                    | 51                   | 3                    |
| 2007 | «Bigger Than Big» (Super Mal con Luciana)                          | 19                   | 31                   | —                    | —                    | —                    | —                    | 24                   |
| 2007 | «I Wish U Would» (Martijn ten Velden con Luciana)                  | —                    | —                    | —                    | —                    | —                    | —                    | —                    |
| 2007 | «Party Animal» (Mark Knight feat. Luciana From Portobella)         | —                    | —                    | —                    | —                    | —                    | —                    | —                    |
| 2008 | «What Planet You On?» (Bodyrox & Luciana)                          | 54                   | —                    | 55                   | —                    | —                    | —                    | 17                   |
| 2008 | «Come On Girl» (Taio Cruz con Luciana)                             | 5                    | —                    | —                    | —                    | —                    | —                    | —                    |
| 2008 | «Brave New World» (Bodyrox & Luciana con Nick Clow)                | —                    | —                    | —                    | —                    | —                    | —                    | —                    |
| 2009 | «I Like That» (Richard Vission & Static Revenger starring Luciana) | —                    | 3                    | —                    | —                    | —                    | 19                   | 1                    |
| 2009 | «Shut Your Mouth» (Bodyrox & Luciana)                              | —                    | —                    | —                    | —                    | —                    | —                    | —                    |
| 2010 | «Electric Dreams» (Fedde Le Grand feat. Luciana)                   | —                    | —                    | —                    | 89                   | —                    | —                    | —                    |
| 2010 | «Make Boys Cry» (David Vendetta feat. Luciana)                     | —                    | —                    | —                    | —                    | —                    | —                    | —                    |
| 2010 | «Throw The Paint» (Bodyrox & Luciana)                              | —                    | —                    | —                    | —                    | —                    | —                    | —                    |
| 2010 | «Go Go Go» (Lethal Bizzle & Luciana)                               | —                    | 67                   | —                    | —                    | —                    | —                    | —                    |
| 2010 | «Figure It Out» (con Dave Audé como Isha Coco)                     | —                    | —                    | —                    | —                    | —                    | —                    | 1                    |
| 2010 | «Skin I'm In» (Static Revenger & Luciana)                          | —                    | —                    | —                    | —                    | —                    | —                    | 44                   |
| 2010 | «Sparke Love» (Yummy con Luciana)                                  | —                    | —                    | —                    | —                    | —                    | —                    | —                    |
| 2010 | «I Got My Eye on You» (Nari & Milani, Cristian Marchi con Luciana) | —                    | —                    | —                    | —                    | —                    | —                    | —                    |
| 2011 | «Say I'm Gonna Be Your Boy» (Criminal Vibes feat. Luciana)         | —                    | —                    | —                    | —                    | —                    | —                    | —                    |
| 2011 | «I'm Still Hot» (como solista)                                     | —                    | 42                   | —                    | —                    | —                    | —                    | 1                    |
| 2011 | «Tonight (I'm Lovin' You)» (Enrique Iglesias con Luciana)          | —                    | —                    | —                    | —                    | —                    | —                    | —                    |
| 2011 | «Jump» (The Cube Guys & Luciana)                                   | —                    | —                    | —                    | —                    | —                    | —                    | —                    |
| 2012 | «We Own the Night» (Tiësto & Wolfgang Gartner con Luciana)         | 87                   | —                    | 80                   | 89                   | —                    | —                    | —                    |
| 2012 | «When It Feels This Good» (Richard Vission vs. Luciana)            | —                    | 91                   | —                    | —                    | —                    | —                    | 4                    |
| 2012 | «Something For the Weekend» (Dave Audé con Luciana)                | —                    | —                    | —                    | —                    | —                    | —                    | 1                    |
| 2013 | «The New Kings» (Popeska con Luciana)                              | —                    | —                    | —                    | —                    | —                    | —                    | —                    |
| 2013 | «U B the Bass» (como solista)                                      | —                    | 88                   | —                    | —                    | —                    | —                    | 6                    |
| 2013 | «Girls On Top» (Melanie Morena con Luciana)                        | —                    | —                    | —                    | —                    | —                    | —                    | —                    |
| 2013 | «Big Dipper» (The Cataracs con Luciana)                            | —                    | —                    | —                    | —                    | —                    | —                    | —                    |
| 2013 | «Calling All the Lovers» (Manufactured Superstars con Luciana)     | —                    | —                    | —                    | —                    | —                    | —                    | —                    |
| 2013 | «Guess What?» (Cazwell & Luciana)                                  | —                    | —                    | —                    | —                    | —                    | —                    | 14                   |
| 2013 | «Electricity & Drums (Bad Boy)» (Dave Audé con Akon & Luciana)     | —                    | —                    | —                    | —                    | —                    | —                    | 1                    |
| 2014 | «Hashtag» (Dave Audé con Luciana)                                  | —                    | —                    | —                    | —                    | —                    | —                    | —                    |
| 2014 | «We Got It All» (John Dahlbäck con Luciana)                        | —                    | —                    | —                    | —                    | —                    | —                    | —                    |
| 2014 | «Arcadia» (Hardwell & Joey Dale con Luciana)                       | —                    | —                    | —                    | 125                  | —                    | —                    | —                    |
| 2014 | «No Heroes» (Firebeatz & KSHMR con Luciana)                        | —                    | —                    | —                    | —                    | —                    | —                    | —                    |
| 2014 | «We Came To Bang» (3LAU con Luciana)                               | —                    | —                    | —                    | —                    | —                    | —                    | —                    |
| 2014 | «Feel The Release» (CID con Luciana)                               | —                    | —                    | —                    | —                    | —                    | —                    | —                    |
| 2014 | «Burn (Let Your Mind Go) » (KSHMR & DallasK con Luciana)           | —                    | —                    | —                    | —                    | —                    | —                    | —                    |
| 2015 | «Keep Calm & Twerk On» (Cristian Marchi con Luciana)               | —                    | —                    | —                    | —                    | —                    | —                    | —                    |
| 2015 | «Zombie» (Angger Dimas con Luciana)                                | —                    | —                    | —                    | —                    | —                    | —                    | —                    |
| 2015 | «Night Shine» (Excision & The Frim con Luciana)                    | —                    | —                    | —                    | —                    | —                    | —                    | —                    |
| 2015 | «U Dance» (The Cube Guys & Luciana)                                | —                    | —                    | —                    | —                    | —                    | —                    | —                    |
| 2015 | «Sick Like That» (Will Sparks con Luciana)                         | —                    | 97                   | —                    | —                    | —                    | —                    | —                    |
| 2015 | «Everybody Stand Up» (Bombs Away feat. Luciana)                    | —                    | —                    | —                    | —                    | —                    | —                    | —                    |
| 2016 | «One By One» (Luciana + GloVibes)                                  | —                    | —                    | —                    | —                    | —                    | —                    | 17                   |
| 2016 | «Baila Conmigo» (Juan Magán con Luciana)                           | —                    | —                    | —                    | —                    | 4                    | —                    | —                    |
| 2016 | «Fireflies» (Bassjackers feat. Luciana)                            | —                    | —                    | —                    | —                    | —                    | —                    | —                    |
| 2023 | «Drop Da Bomb» (Luciana con Bombs Away)                            | —                    | —                    | —                    | —                    | —                    | —                    | —                    |
| 2023 | «ACID» (Hardwell y Maddix con Luciana)                             | —                    | —                    | —                    | —                    | —                    | —                    | —                    |